# Damien Gillard
Damien Gillard, né le 22 mai 1972 à Charleroi, est un comédien belge. Comédien de théâtre de formation, il s'est également illustré dans d'autres domaines audiovisuels, tels que la télévision (dont l'émission Le Grand Cactus ou Vestiaires), le cinéma (avec, par exemple, son rôle de Fred Costa dans Les Vedettes) ou YouTube (Me and My Doubles ou Les Professionnels).

## Biographie
Né le 22 mai 1972 à Charleroi d'un père comédien, il passe une année en Australie avec le Rotary après ses études secondaires. À son retour, il suit une formation théâtrale à l'Institut des arts de diffusion de Louvain-la-Neuve et obtient son diplôme en 1995. Il suit en parallèle des cours au Centre d'Études Théâtrales de Louvain-la-Neuve mais, par manque de temps, les arrête au bout de deux ans.
Il lance sa chaîne YouTube en 2006 où, entre les rediffusions de parties de son spectacle Les Virtuoses, il y tient deux mini-séries humoristiques : Les Professionnels, co-animé par Charlie Dupont, et Me and My Doubles.

### Théâtre et télévision
Il joue au Théâtre royal des Galeries de Bruxelles les premières années de sa carrière. Au tout début des années 2000, il lance le one-man-show Les Virtuoses, un spectacle à la fois humoristique et musical. Du 12 novembre au 31 décembre 2016, il joue dans la pièce Maris et Femmes de Woody Allen, mise en scène par Michel Kacenelenbogen au théâtre Le Public de Saint-Josse-ten-Noode. Du 9 septembre au 31 octobre 2020, il joue dans la pièce adaptée du film Les Émotifs anonymes de Philippe Blasband et Jean-Pierre Améris, mise en scène par Arthur Jugnot au théâtre le Public de Saint-Josse-ten-Noode.
Entre 2009 et 2012, il participe aux trois saisons de Vestiaires diffusées sur la RTBF, un programme de pastiches sur le monde du football tourné dans les vestiaires de l'Union Saint-Gilloise,. Entre 2016 et 2018, il est chroniqueur dans 18 épisodes de l'émission 69 minutes sans chichis, diffusé sur la RTBF. En 2020, il rejoint l'équipe du programme d'humour Le Grand Cactus diffusé sur la RTBF dans lequel plusieurs parodies et personnages qu'il y interprète le feront gagner en popularité sur les réseaux sociaux (notamment le personnage de Fabrizio, « Arnacœur » de Tinder carolorégien).

### Vie privée
Durant ses années au théâtre royal des Galeries, il y rencontre Maria Del Rio. D'abord amis très proches, ils tombent peu à peu amoureux l'un de l'autre avant de se mettre en couple en 2002. Ils se marient en juin 2006 et, le 23 novembre 2007, Maria accouche de leur enfant : un petit garçon prénommé Diego. Ils finissent par se séparer quelques années plus tard.

## Filmographie
- 2016 : La Folle Histoire de Max et Léon de Jonathan Barré : un client du bar fermé à Mâcon
- 2022 : Les Vedettes de Jonathan Barré : Fred Costa, l'animateur
- 2022 : Les Grands seigneurs de Sylvestre Sbille : Monsieur Durieu

## Doublage
- 2004 : T'choupi le film : Zarcane, Rocker

- 2007 : Flashpoint : Wilson (Louis Koo)
- 2017 : Borg McEnroe : John McEnroe (Shia LaBeouf)
- 2019 : Judy : Mickey Deans (Finn Wittrock)